# 大針 (名古屋市)
大針（おおばり）は、愛知県名古屋市名東区の地名。現行行政地名は大針一丁目から大針三丁目。住居表示未実施。

## 地理
名古屋市名東区南東端部に位置する。東は日進市、西は極楽五丁目・松井町・新宿一丁目、南は梅森坂一丁目・梅森坂三丁目、北は極楽三丁目に接する。

## 歴史

### 町名の由来
大字高針の字名に由来する。字大針は広く耕した土地を意味する「大墾」が転じたものであるという。

### 沿革
- 1977年（昭和52年）5月29日 - 名東区猪高町大字高針の一部により同区大針一丁目・二丁目が、猪高町大字高針および新宿一丁目の各一部により同区大針三丁目がそれぞれ成立する[1]。大針土地区画整理組合の換地処分による[4]。
- 1979年（昭和54年）6月17日 - 猪高町大字高針の一部を一丁目および二丁目にそれぞれ編入する[1]。極楽土地区画整理組合の換地処分による[4]。
- 1987年（昭和62年）11月15日 - 二丁目に一丁目の一部を編入する[1]。高針東部土地区画整理組合の換地処分による[4]。

## 世帯数と人口
2019年（平成31年）4月1日現在の世帯数と人口は以下の通りである。
| 丁目       | 世帯数    | 人口    |
| ---------- | --------- | ------- |
| 大針一丁目 | 350世帯   | 787人   |
| 大針二丁目 | 564世帯   | 1,233人 |
| 大針三丁目 | 543世帯   | 1,214人 |
| 計         | 1,457世帯 | 3,234人 |

### 人口の変遷
国勢調査による人口の推移
| 2000年（平成12年） | 3,181人 | [ WEB 6 ] |  |
| 2005年（平成17年） | 3,369人 | [ WEB 7 ] |  |
| 2010年（平成22年） | 3,439人 | [ WEB 8 ] |  |
| 2015年（平成27年） | 3,510人 | [ WEB 9 ] |  |

## 学区
市立小・中学校に通う場合、学校等は以下の通りとなる。また、公立高等学校に通う場合の学区は以下の通りとなる。
| 丁目       | 番・番地等 | 小学校               | 中学校                 | 高等学校 |
| ---------- | ---------- | -------------------- | ---------------------- | -------- |
| 大針一丁目 | 全域       | 名古屋市立極楽小学校 | 名古屋市立高針台中学校 | 尾張学区 |
| 大針二丁目 | 全域       | 名古屋市立極楽小学校 | 名古屋市立高針台中学校 | 尾張学区 |
| 大針三丁目 | 全域       | 名古屋市立極楽小学校 | 名古屋市立高針台中学校 | 尾張学区 |

## 施設
- 名古屋市立名東高等学校[2]
- 極楽南公園[2]
- 大針第一公園[2]
- 大針第二公園[2]
- 大針第三公園[2]
- 東山自動車学校[2]
- 極楽保育園
- むらくも幼稚園

## 交通
- 愛知県道217号岩藤名古屋線（高針街道、中馬街道）
- 愛知県道219号浅田名古屋線

## その他

### 日本郵便
- 郵便番号 : 465-0064[WEB 3]（集配局：名東郵便局[WEB 12]）。

### WEB
1. ↑  “愛知県名古屋市名東区の町丁・字一覧”.   人口統計ラボ. 2017年10月7日閲覧。
2. 1 2  “町・丁目(大字)別、年齢(10歳階級)別公簿人口(全市・区別)”.   名古屋市 (2019年4月22日). 2019年4月23日閲覧。
3. 1 2  “郵便番号”.  日本郵便. 2019年3月17日閲覧。
4. ↑  “市外局番の一覧”.   総務省. 2019年1月6日閲覧。
5. ↑  名古屋市役所市民経済局地域振興部住民課町名表示係 (2015年10月21日). “名東区の町名一覧”.   名古屋市. 2017年10月7日閲覧。
6. ↑  名古屋市役所総務局企画部統計課統計係 (2005年7月1日). “（刊行物）名古屋の町(大字)・丁目別人口 (平成12年国勢調査) 名東区” (XLS). 2017年10月8日閲覧。
7. ↑  名古屋市役所総務局企画部統計課統計係 (2007年6月29日). “平成17年国勢調査　名古屋の町(大字)別・年齢別人口 名東区” (XLS). 2017年10月8日閲覧。
8. ↑  名古屋市役所総務局企画部統計課統計係 (2012年6月29日). “平成22年国勢調査　名古屋の町(大字)別・年齢別人口 名東区” (XLS). 2017年10月8日閲覧。
9. ↑  名古屋市役所総務局企画部統計課統計係 (2017年7月7日). “平成27年国勢調査　名古屋の町(大字)別・年齢別人口” (XLS). 2017年10月8日閲覧。
10. ↑  “市立小・中学校の通学区域一覧”.   名古屋市 (2018年11月10日). 2019年1月14日閲覧。
11. ↑  “平成29年度以降の愛知県公立高等学校（全日制課程）入学者選抜における通学区域並びに群及びグループ分け案について”.   愛知県教育委員会 (2015年2月16日). 2019年1月14日閲覧。
12. ↑  “郵便番号簿 2018年度版” (PDF).   日本郵便. 2019年4月23日閲覧。

### 文献
1. 1 2 3 4  名古屋市計画局 1992, p. 871.
2. 1 2 3 4 5 6 7 8  「角川日本地名大辞典」編纂委員会 1989, p. 1549.
3. 1 2  名古屋市計画局 1992, p. 658.
4. 1 2 3  東区区制20周年記念事業実行委員会 1995, p. 84.